# Collecchio
Collecchio is een gemeente in de Italiaanse provincie Parma (regio Emilia-Romagna) en telt 14.120 inwoners (31-12-2010). De oppervlakte bedraagt 58,8 km², de bevolkingsdichtheid is 243 inwoners per km².
De volgende frazioni maken deel uit van de gemeente: Case Quintavalla, Case Zingari, Folli, Gaiano, La Corte Anguissola, La Ripa, Lemignano, Madregolo, Ozzano Taro, Ponte Scodogna, San Martino Sinzano, Stradella, Villa Lucia, Villa Vecchia, Villanuova.

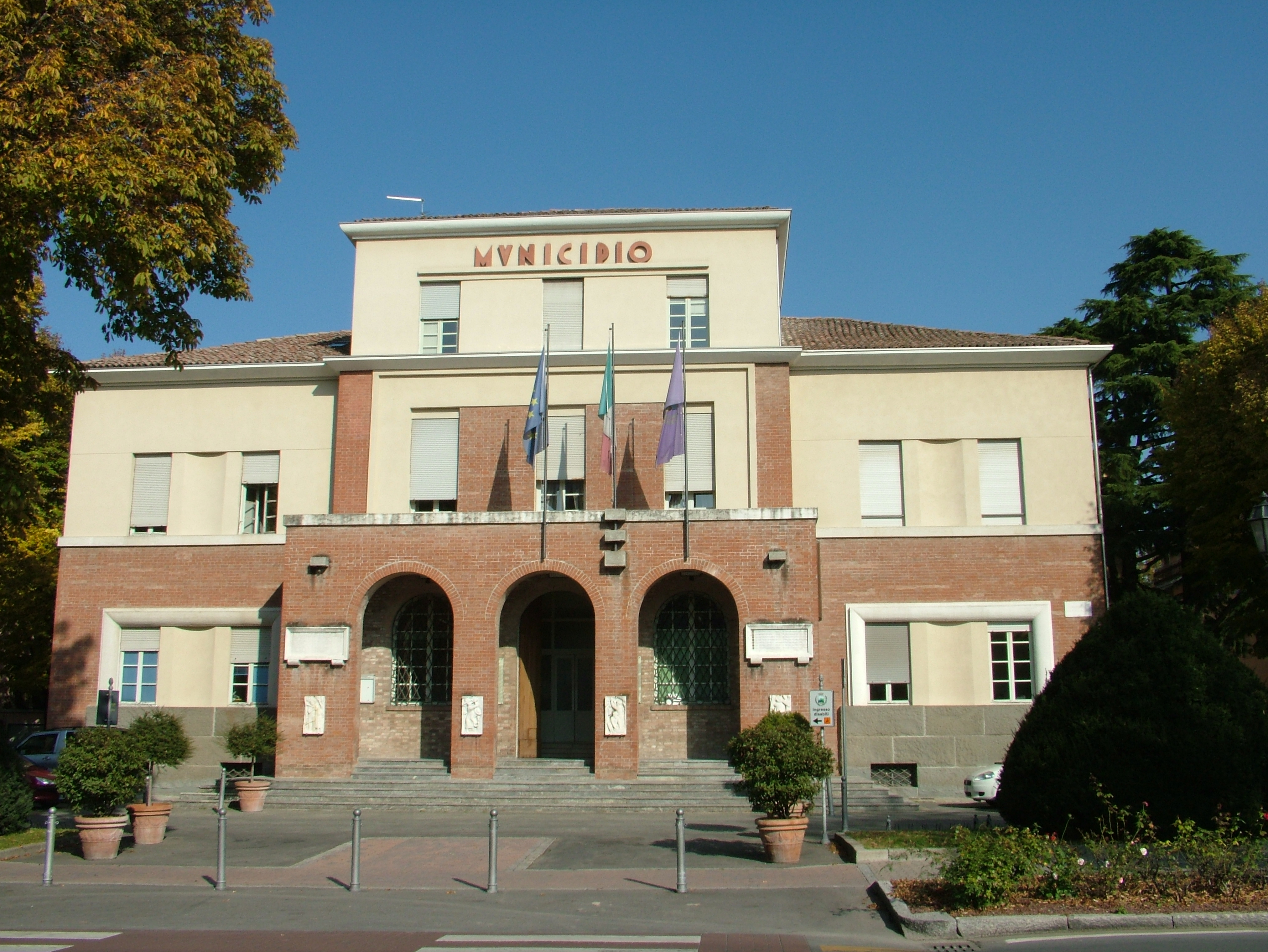
Gemeentehuis
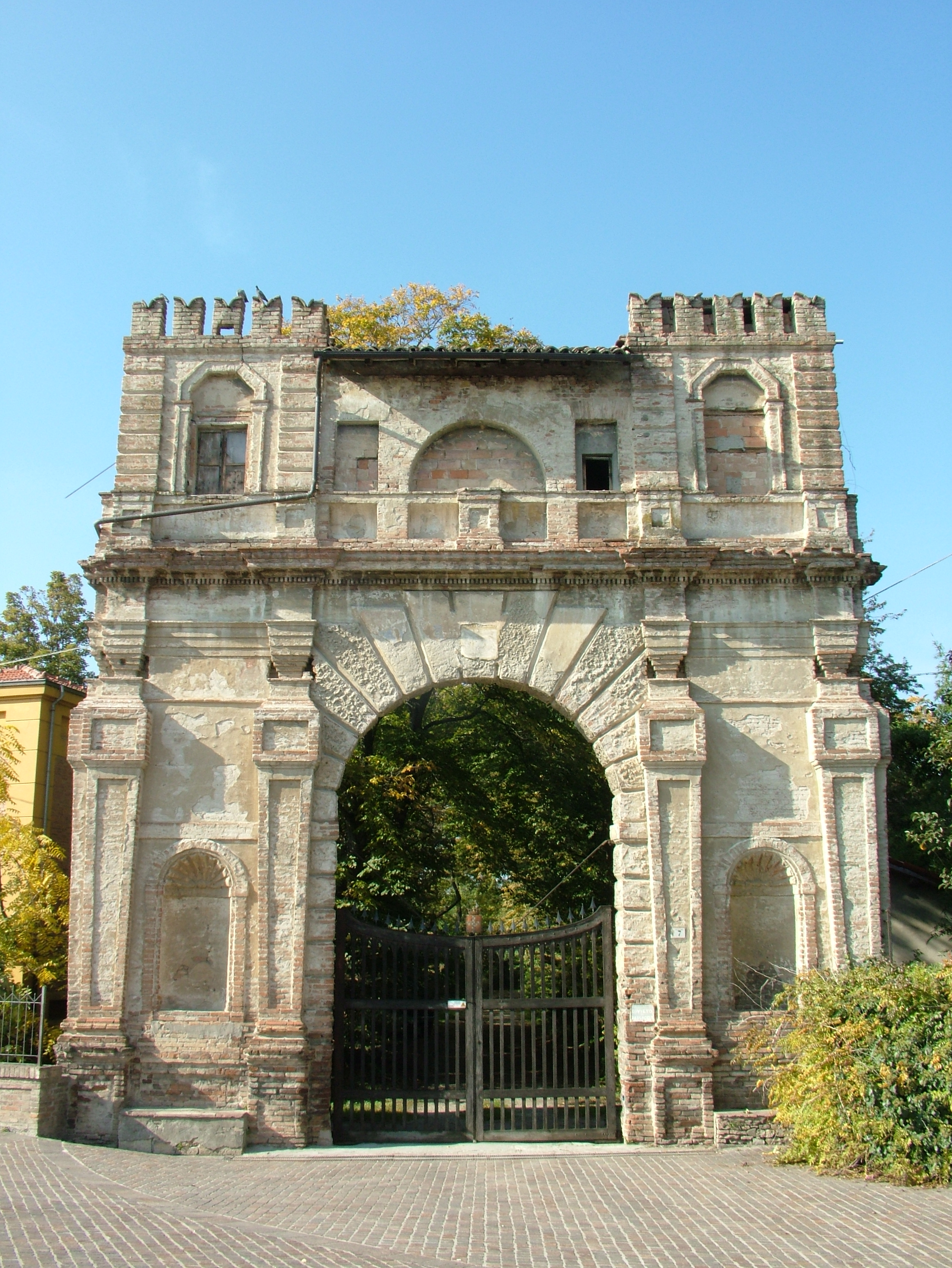
Boog van Bargello

## Demografie
Collecchio telt ongeveer 5193 huishoudens. Het aantal inwoners steeg in de periode 1991-2001 met 6,4% volgens cijfers uit de tienjaarlijkse volkstellingen van ISTAT.
| Jaar | Inwoneraantal |
| ---- | ------------- |
| 1991 | 11.190        |
| 2001 | 11.904        |

## Geografie
Collecchio grenst aan de volgende gemeenten: Fornovo di Taro, Medesano, Noceto, Parma, Sala Baganza.

## Bezienswaardigheden
- Collecchio ligt aan de Via Francigena, een oude pelgrimsroute die Canterbury met Rome verbindt. De parochiekerk 'pieve' di San Prospero is een van de vele romaanse kerken die de bedevaarders onderweg konden bezoeken. Ze werd gebouwd in de 11e eeuw en vergroot tussen de 13e en de 15e eeuw. Ze werd ook meerdere keren gerestaureerd. Zo blijft enkel het romaans portaal over op de moderne voorgevel. Binnen valt achteraan links meteen de doopvont uit de 13e eeuw op. Ze is omgeven door sierlijk traliewerk. Erboven hangt aan de muur een romaans bas-reliëf uit de 12e eeuw dat heel plastisch het doopsel van Christus voorstelt. Alleen Jezus' schouders en gezicht zijn niet in het rimpelende water ondergedompeld.
- de Villa Paveri Fontana dateert uit het einde van de 17e eeuw en werd opgetrokken op de plaats van de Villa Dalla Rosa Prati die dateerde uit 1574. Omstreeks 1700 werden sierlijke freco's met voornamelijk mythologische scènes in het interieur aangebracht. De monumentale poort van de villa, de Arco del Bargello, verschaft toegang tot het park van de villa.